# Leo & Tig
Leo & Tig é uma série de desenho animado russa criada pela Parovoz.

## História
O enredo é baseado nas aventuras de amigos, animais do Extremo Oriente, o leopardo Leo e o tigre Tig. Indo em outra jornada, os heróis são confrontados com uma variedade de fenômenos naturais, revelam os segredos da região do Extremo Oriente e ajudam aqueles que se encontram em uma situação difícil. Mas eles não estão sozinhos: eles são ajudados pela doninha Mila, a lince Yara, o javali Cuba e o pequeno esquilo Martik.
Os criadores da série depositaram um valor didático na trama para ensinar os espectadores a se ajudarem mutuamente, o respeito pela natureza, a bondade e a amizade.

## Elenco principal
- Agnia Kuznetsova .... Leo (voz)
- Alexandra Ursulyak .... Tig (voz)
- Dmitri Nazarov .... Mapa Pandiga (voz)
- Ksenia Kutepova .... Mila (voz)
- Natalia Medvedeva .... Redyara/Yara (voz)